# José Pimentel
José Antonio Pimentel Castillo (Catavi, Potosí, Bolivia; 23 de agosto de 1949) es un dirigente sindical, ex diputado, docente universitario y político boliviano. Fue también el ministro de Minería y Metalurgia de Bolivia desde el 28 de enero de 2010 hasta el 23 de enero de 2012, durante el segundo gobierno del presidente Evo Morales Ayma.

## Biografía
José Pimentel nació el 23 de agosto de 1949 en la localidad de Catavi en el departamento de Potosí. Hizo sus estudios primarios y secundarios en su pueblo natal. Desde muy joven, Pimentel estuvo muy ligado a la política de izquierda de la minería del norte del departamento de Potosí. 
En 1967, cuando tenía sus 18 años, Pimentel fue encarcelado por el segundo gobierno del presidente René Barrientos Ortuño (1966-1969). Entre los años 1969 y 1971, se desempeñó como vicepresidente del Comité Revolucionario Universitario de la Universidad Técnica de Oruro (UTO), su vicepresidencia coincidió en un momento de radicalización de la juventud universitaria boliviana, la cual era fruto de las experiencias de la guerrilla de Ñancahuazú con Ernesto Che Guevara y de la guerrilla de Teoponte, de la Asamblea Popular de 1971, o por ejemplo de la búsqueda de nuevas alternativas como lo fueron el Movimiento de Izquierda Revolucionaria de Jaime Paz Zamora (MIR) y del Partido Socialista (PS) de Marcelo Quiroga Santa Cruz.

## Vida política
Durante su vida política, Pimentel fue miembro activo del Ejército de Liberación Nacional (ELN) desde 1974 hasta 1978, y a la vez, fue también un tenaz opositor al primer gobierno del presidente Hugo Banzer Suárez (1971-1978), el cual lo arrestó, siendo encarcelado nuevamente desde 1976 hasta 1977. Después de haber salido del encierro que le hizo el gobierno de Banzer, en 1978 Pimentel empezó a trabajar en la Corporación Minera de Bolivia (COMIBOL).
Desde 1980 hasta 1988, fue el dirigente de la Federación Sindical de Trabajadores Mineros de Bolivia (FSTMB), cuando fue retirado de la empresa que redujo su personal al mínimo durante el proceso llamado relocalización de los mineros; entretanto, impulsó la cogestión obrera en la COMIBOL durante el gobierno de la Unión Democrática y Popular (UDP). Se trató de una de las principales reivindicaciones del proletariado minero. 
Después de la caída del partido oficialista de la UDP del presidente Hernán Siles Suazo, se produjo la estrepitosa caída de las fuerzas izquierdistas de Bolivia, pero Pimentel se unió y participó en la "Coordinadora 4 de marzo", la cual pedía a la ciudadanía boliviana el voto en blanco en las Elecciones Generales de 1985, esto petición fue con el objetivo de que los partidos de izquierda no cayeran del escenarios político del país. 
El año 1989, el partido de Izquierda Unida (IU), intentó postular a José Pimentel para el cargo de diputado por Oruro pero no alcanzó el cargo por falta de votos. Después de su campaña electoral, se alejó de la minería, pero a diferencia de miles de trabajadores relocalizados, Pimentel permaneció en el norte del departamento de Potosí. 
Desde 1989 hasta 1993 fue director de formación política sindical en la Universidad Nacional Siglo XX, fue también catedrático universitario desde 1993 hasta 2006 y dirigente sindical de los docentes. A la vez, ocupó el cargo de presidente del Comité Cívico de Llallagua entre los años de 1991 a 1993 y fue también desde 2000 hasta 2002 vicepresidente del mecanismo de control social de la ciudad de Potosí.

### Diputado de Bolivia (2006-2010)
A partir del año 2005, José Pimentel empezó a militar en el partido Movimiento al Socialismo (MAS), siendo ese año elegido por el mismo partido como diputado plurinominal por Potosí en la Asamblea Legislativa Plurinacional de Bolivia. Ocupó el cargo desde 2006 hasta 2010.
Pimentel es un dirigente minero, que junto a Filemón Escobar había unido la lucha política minera con la lucha sindical cocalera del chapare cochabambino en la década del 80 del siglo XX que años después se convertiría en el partido político del Movimiento al Socialismo (MAS).
Al mismo tiempo, José Pimentel fue representante de un grupo de jóvenes dirigentes de izquierda que intentaron sin éxito abrirse campo en el escenario parlamentario a finales de los años 1980 (que incluyó al mismo y futuro presidente Evo Morales y también Marleny Paredes, candidata en la IU, José Bailaba o Arminda Méndez, postulados por el MIR) y que recién ocuparon cargos institucionales en los comicios de los años 2002 o 2005, de la mano del Movimiento al Socialismo (MAS). 
Pimentel es autor de dos libros: Principios históricos del sindicalismo (1993) y Problemas del sindicalismo (2000).

### Ministro de Minería de Bolivia (2010-2012)
El 28 de enero de 2010, el presidente de Bolivia Evo Morales Ayma lo posesionó como ministro de Minería y Metalurgia de Bolivia en reemplazo del minero orureño Milton Gómez quien tuvo que ser destituido por el presidente 5 días después de haberlo posesionado, ya que recaía sobre el una acusación judicial de desfalco de 7 millones de bolivianos (1 millón de Dólares) a la Caja Nacional de Salud (CNS).
El 23 de enero de 2012, Pimentel dejó el cargo deMinería y Metalurgia de Bolivia, siendo remplazado por el ex prefecto del departamento de Potosí Mario Virreira Iporre.

## Acusaciones de supuesto secuestro
El 25 de enero de 2017 el empresario y líder opositor Samuel Doria Medina identificó y acusó a José Pimentel como uno de los perpetradores de su secuestro, ocurrido el año 1995.
| Predecesor: Milton Gómez Mamani | Ministro de Minería y Metalurgia de Bolivia 28 de enero de 2010 - 23 de enero de 2012 | Sucesor: Mario Virreira Iporre |